# ارگ (فیلم)
«ارگ» (انگلیسی: Citadel (film)) فیلمی در ژانر ترسناک است که در سال ۲۰۱۲ منتشر شد. از بازیگران آن می‌توان به جیمز کازمو اشاره کرد.